# سبايك: الفيروس ضد البشر - القصة من الداخل

الطبعة الأولى

سبايك: الفيروس ضد الناس - القصة الداخلية هو كتاب صدر في عام 2021 من تاليف الباحث الطبي البريطاني جيريمي فارار و الصحفية البريطانية الهندية انجانا اهوجا. الكتاب يقدم رواية فارار عن جائحة كوفيد-19، ووجهة نظره لسياسة الحكومة كعضو في المجموعة الاستشارية العلمية البريطانية لحالات الطوارئ، ومخاوفه بشأن أصول الفيروس.     